# Campeonato Mundial de Meia Maratona de 2020
A 24.ª edição do Campeonato Mundial de Meia Maratona decorreu a 17 de outubro de 2020 em Gdynia, na Polónia.
Inicialmente agendada em 29 de março os campeonatos foram adiados até 17 de outubro de 2020 devido ao pandemia de COVID-19.Pela mesma razão a prova para amadores foi cancelada, realizando-se apenas as provas de elites.

## Medalhados
| Event      | Ouro                    | Ouro    | Prata                    | Prata   | Bronze                   | Bronze  |
| ---------- | ----------------------- | ------- | ------------------------ | ------- | ------------------------ | ------- |
| Individual |                         |         |                          |         |                          |         |
| Masculinos | Jacob Kiplimo (UGA)     | 58:49   | Kibiwott Kandie (KEN)    | 58:54   | Amedework Walelegn (ETH) | 59:08   |
| Femininos  | Peres Jepchirchir (KEN) | 1:05:16 | Melat Yisak Kejeta (GER) | 1:05:18 | Yalemzerf Yehualaw (ETH) | 1:05:19 |
| Equipa     |                         |         |                          |         |                          |         |
| Masculinos | Quênia                  | 2:58:10 | Etiópia                  | 2:58:25 | Uganda                   | 2:58:39 |
| Femininos  | Etiópia                 | 3:16:39 | Quênia                   | 3:18:10 | Alemanha                 | 3:28:42 |

## Resultados da Corrida

### Masculinos
| Rank              | Atleta                        | Nacionalidade                 | Tempo      | Notas |
| ----------------- | ----------------------------- | ----------------------------- | ---------- | ----- |
| Medalha de ouro   | Jacob Kiplimo                 | Uganda                        | 58:49      | CR    |
| Medalha de prata  | Kibiwott Kandie               | Quénia                        | 58:54      |       |
| Medalha de bronze | Amedework Walelegn            | Etiópia                       | 59:08      | PB    |
| 4                 | Joshua Cheptegei              | Uganda                        | 59:21      | PB    |
| 5                 | Andamlak Belihu               | Etiópia                       | 59:32      | SB    |
| 6                 | Leonard Barsoton              | Quénia                        | 59:34      | SB    |
| 7                 | Stephen Mokoka                | África do Sul                 | 59:36      | NR    |
| 8                 | Morhad Amdouni                | França                        | 59:40      | NR    |
| 9                 | Benard Kimeli                 | Quénia                        | 59:42      | SB    |
| 10                | Leul Gebresilase              | Etiópia                       | 59:45      | SB    |
| 11                | Hailemaryam Kiros             | Etiópia                       | 1:00:01    | PB    |
| 12                | Hamza Sahli                   | Marrocos                      | 1:00:04    | PB    |
| 13                | Mohamed Reda El Aaraby        | Marrocos                      | 1:00:17    | PB    |
| 14                | Lesiba Precious Mashele       | África do Sul                 | 1:00:24    | PB    |
| 15                | Mouhcine Outalha              | Marrocos                      | 1:00:26    | PB    |
| 16                | Victor Kiplangat              | Uganda                        | 1:00:29    | SB    |
| 17                | Othmane El Goumri             | Marrocos                      | 1:00:30    | PB    |
| 18                | Jake Smith                    | Grã-Bretanha                  | 1:00:31    | PB    |
| 19                | Stephen Kissa                 | Uganda                        | 1:00:34    |       |
| 20                | Bohdan-Ivan Horodyskyy        | Ucrânia                       | 1:00:40    | NR    |
| 21                | Julien Wanders                | Suíça                         | 1:00:46    | SB    |
| 22                | Guye Idemo Adola              | Etiópia                       | 1:00:50    | SB    |
| 23                | Collen Mulaudzi               | África do Sul                 | 1:00:51    | PB    |
| 24                | Aras Kaya                     | Turquia                       | 1:00:51    | PB    |
| 25                | Tadesse Getahon               | Israel                        | 1:00:52    | NR    |
| 26                | Eyob Faniel                   | Itália                        | 1:00:53    | PB    |
| 27                | Florian Carvalho              | França                        | 1:00:58    | PB    |
| 28                | Marhu Teferi                  | Israel                        | 1:00:58    | SB    |
| 29                | José Luis Santana             | México                        | 1:01:11    | PB    |
| 30                | Juan Pacheco                  | México                        | 1:01:20    | PB    |
| 31                | Ayad Lamdassem                | Espanha                       | 1:01:21    | PB    |
| 32                | Benjamin Choquert             | França                        | 1:01:32    | PB    |
| 33                | Carlos Díaz                   | Chile                         | 1:01:32    | NR    |
| 34                | Krystian Zalewski             | Polónia                       | 1:01:32    | NR    |
| 35                | Simon Boch                    | Alemanha                      | 1:01:36    | PB    |
| 36                | Juan Antonio Pérez            | Espanha                       | 1:01:39    | SB    |
| 37                | David Nilsson                 | Suécia                        | 1:01:40    | PB    |
| 38                | Hassan Toriss                 | Marrocos                      | 1:01:42    | PB    |
| 39                | Girmaw Amare                  | Israel                        | 1:02:03    | PB    |
| 40                | Samuel Barata                 | Portugal                      | 1:02:19    | PB    |
| 41                | Tiidrek Nurme                 | Estónia                       | 1:02:20    | NR    |
| 42                | Benard Kipkorir Ngeno         | Quénia                        | 1:02:26    |       |
| 43                | Pietro Riva                   | Itália                        | 1:02:28    | SB    |
| 44                | Stefano La Rosa               | Itália                        | 1:02:28    | PB    |
| 45                | Nicolas Navarro               | França                        | 1:02:29    | PB    |
| 46                | Adel Mechaal                  | Espanha                       | 1:02:30    | PB    |
| 47                | Morris Munene Gachaga         | Quénia                        | 1:02:30    | SB    |
| 48                | Iván Darío González           | Colômbia                      | 1:02:31    | PB    |
| 49                | Daniele D'Onofrio             | Itália                        | 1:02:32    | PB    |
| 50                | Mohamud Ibrahim Aadan         | Grã-Bretanha                  | 1:02:41    | SB    |
| 51                | Tadesse Abraham               | Suíça                         | 1:02:46    | SB    |
| 52                | Hlynur Andrésson              | Islândia                      | 1:02:47    | NR    |
| 53                | Mikael Ekvall                 | Suécia                        | 1:02:48    | SB    |
| 54                | Kaan Kigen Özbilen            | Turquia                       | 1:02:53    | SB    |
| 55                | Emil Millán de la Oliva       | Suécia                        | 1:02:53    | PB    |
| 56                | Segundo Jami                  | Equador                       | 1:02:57    | PB    |
| 57                | Abderrazak Charik             | França                        | 1:02:58    |       |
| 58                | Kevin Seaward                 | Irlanda                       | 1:02:58    | PB    |
| 59                | Roman Fosti                   | Estónia                       | 1:03:03    | PB    |
| 60                | Kristian Jones                | Grã-Bretanha                  | 1:03:05    | PB    |
| 61                | Polat Kemboi Arikan           | Turquia                       | 1:03:10    | SB    |
| 62                | Adam Craig                    | Grã-Bretanha                  | 1:03:12    | PB    |
| 63                | Nicolae Soare                 | Roménia                       | 1:03:14    | PB    |
| 64                | Tom Evans                     | Grã-Bretanha                  | 1:03:14    | PB    |
| 65                | Sezgin Ataç                   | Turquia                       | 1:03:21    |       |
| 66                | Roman Romanenko               | Ucrânia                       | 1:03:26    | SB    |
| 67                | Otmane Nait Hammou            | Predefinição:Country data ART | 1:03:28    | NR    |
| 68                | Maxim Răileanu                | Moldávia                      | 1:03:34    | PB    |
| 69                | Saffet Elkatmiş               | Turquia                       | 1:03:34    | PB    |
| 70                | Hugh Armstrong                | Irlanda                       | 1:03:37    | PB    |
| 71                | Oleksandr Sitkovskyy          | Ucrânia                       | 1:03:41    | PB    |
| 72                | Jean Marie Vianney Niyomukiza | Burundi                       | 1:03:43    | PB    |
| 73                | Koen Naert                    | Bélgica                       | 1:03:44    | SB    |
| 74                | Simon Holbek Kønigsfeldt      | Dinamarca                     | 1:03:48    | PB    |
| 75                | Gilmar Lopes                  | Brasil                        | 1:03:51    | SB    |
| 76                | Moses Kibet                   | Uganda                        | 1:03:54    | SB    |
| 77                | Joaquín Arbe                  | Argentina                     | 1:03:55    | SB    |
| 78                | Luís Saraiva                  | Portugal                      | 1:03:56    | PB    |
| 79                | Álvaro Abreu                  | República Dominicana          | 1:03:58    | NR    |
| 80                | Timon Theuer                  | Áustria                       | 1:03:59    |       |
| 81                | Nicolás Cuestas               | Uruguai                       | 1:04:00    | SB    |
| 82                | Remigijus Kančys              | Lituânia                      | 1:04:00    | NR    |
| 83                | Adhanom Abraha                | Suécia                        | 1:04:02    | SB    |
| 84                | Iraitz Arrospide              | Espanha                       | 1:04:07    |       |
| 85                | Iván Zarco                    | Honduras                      | 1:04:08    | NR    |
| 86                | Ignas Brasevičius             | Lituânia                      | 1:04:09    | PB    |
| 87                | Thijs Nijhuis                 | Dinamarca                     | 1:04:10    | SB    |
| 88                | Christian Steinhammer         | Áustria                       | 1:04:11    |       |
| 89                | Luis Orta                     | Venezuela                     | 1:04:11    |       |
| 90                | Ederson Pereira               | Brasil                        | 1:04:19    | SB    |
| 91                | Yitayew Abuhay                | Israel                        | 1:04:21    | PB    |
| 92                | Igor Olefirenko               | Ucrânia                       | 1:04:22    | SB    |
| 93                | Daniel do Nascimento          | Brasil                        | 1:04:27    | PB    |
| 94                | Andreas Lommer                | Dinamarca                     | 1:04:28    |       |
| 95                | Adam Nowicki                  | Polónia                       | 1:04:31    | SB    |
| 96                | Jesús Arturo Esparza          | México                        | 1:04:35    | PB    |
| 97                | Konstantin Wedel              | Alemanha                      | 1:04:45    |       |
| 98                | Christian Vásconez            | Equador                       | 1:04:49    | PB    |
| 99                | Marvin Blanco                 | Venezuela                     | 1:05:06    | PB    |
| 100               | Amanal Petros                 | Alemanha                      | 1:05:22    |       |
| 101               | Damian Kabat                  | Polónia                       | 1:05:26    | PB    |
| 102               | Valdas Dopolskas              | Lituânia                      | 1:05:28    | PB    |
| 103               | Jorge Blanco                  | Espanha                       | 1:05:31    |       |
| 104               | Tobias Blum                   | Alemanha                      | 1:05:33    |       |
| 105               | Jeison Suárez                 | Colômbia                      | 1:05:42    | SB    |
| 106               | Adam Głogowski                | Polónia                       | 1:05:50    |       |
| 107               | Nuno Lopes                    | Portugal                      | 1:06:30    |       |
| 108               | Fouad Idbafdil                | Predefinição:Country data ART | 1:06:35    | PB    |
| 109               | Bayron Piedra                 | Equador                       | 1:06:45    | SB    |
| 110               | Wan Chun Wong                 | Hong Kong                     | 1:06:58    | PB    |
| 111               | Rafael Loza                   | Equador                       | 1:08:30    |       |
| 112               | Oscar Antonio Aldana          | El Salvador                   | 1:08:31    | NR    |
| 113               | Valentin Betoudji             | Chade                         | 1:08:46    | PB    |
| 114               | Charlton Debono               | Malta                         | 1:08:51    | SB    |
| 115               | Stefan Azzopardi              | Malta                         | 1:09:18    | PB    |
| 116               | Sonny Folcheri                | Mónaco                        | 1:16:01    | PB    |
| 117               | Ilir Këllezi                  | Albânia                       | 1:17:27    | SB    |
| 998               | Arnar Pétursson               | Islândia                      | Desistiu   |       |
| 998               | Nekagenet Crippa              | Itália                        | Desistiu   |       |
| 998               | Rui Pinto                     | Portugal                      | Desistiu   |       |
| 998               | Napoleon Solomon              | Suécia                        | Desistiu   |       |
| 999               | Ayala Gashau                  | Israel                        | Não partiu |       |

### Femininos
| Rank              | Atleta                     | Nacionalidade      | Tempo      | Notas |
| ----------------- | -------------------------- | ------------------ | ---------- | ----- |
| Medalha de ouro   | Peres Jepchirchir          | Quénia             | 1:05:16    | WR    |
| Medalha de prata  | Melat Yisak Kejeta         | Alemanha           | 1:05:18    | ER    |
| Medalha de bronze | Yalemzerf Yehualaw         | Etiópia            | 1:05:19    | PB    |
| 4                 | Zeineba Yimer              | Etiópia            | 1:05:39    | PB    |
| 5                 | Ababel Yeshaneh            | Etiópia            | 1:05:41    |       |
| 6                 | Joyciline Jepkosgei        | Quénia             | 1:05:58    | SB    |
| 7                 | Yasemin Can                | Turquia            | 1:06:20    | NR    |
| 8                 | Netsanet Gudeta            | Etiópia            | 1:06:46    | SB    |
| 9                 | Brillian Jepkorir Kipkoech | Quénia             | 1:06:56    | PB    |
| 10                | Rosemary Wanjiru           | Quénia             | 1:07:10    |       |
| 11                | Dorcas Jepchumba Kimeli    | Quénia             | 1:07:55    |       |
| 12                | Lonah Chemtai Salpeter     | Israel             | 1:08:31    | SB    |
| 13                | Fabienne Schlumpf          | Suíça              | 1:08:38    | NR    |
| 14                | Juliet Chekwel             | Uganda             | 1:08:44    | NR    |
| 15                | Sisay Meseret Gola         | Etiópia            | 1:09:02    | PB    |
| 16                | Glenrose Xaba              | África do Sul      | 1:09:26    | PB    |
| 17                | Doreen Chemutai            | Uganda             | 1:10:18    | PB    |
| 18                | Charlotta Fougberg         | Suécia             | 1:10:19    | PB    |
| 19                | Úrsula Sánchez             | México             | 1:10:19    | PB    |
| 20                | Andrea Ramírez             | México             | 1:10:20    | PB    |
| 21                | Daniela Torres             | México             | 1:10:22    | PB    |
| 22                | Florencia Borelli          | Argentina          | 1:10:30    | NR    |
| 23                | Yeheniya Prokofyeva        | Ucrânia            | 1:10:32    | PB    |
| 24                | Brenda Flores              | México             | 1:10:36    | PB    |
| 25                | Sofiia Yaremchuk           | Ucrânia            | 1:10:42    |       |
| 26                | Laura Hottenrott           | Alemanha           | 1:10:49    | PB    |
| 27                | Fortunate Chidzivo         | Zimbabwe           | 1:10:50    | NR    |
| 28                | Izabela Paszkiewicz        | Polónia            | 1:10:52    | PB    |
| 29                | Katarzyna Jankowska        | Polónia            | 1:11:02    | PB    |
| 30                | Doreen Chesang             | Uganda             | 1:11:04    | PB    |
| 31                | Susan Kipsang Jeptooo      | França             | 1:11:06    | SB    |
| 32                | Angelika Mach              | Polónia            | 1:11:07    | PB    |
| 33                | Marta Galimany             | Espanha            | 1:11:08    | PB    |
| 34                | Moira Stewartová           | Chéquia            | 1:11:08    | PB    |
| 35                | Bojana Bjeljac             | Croácia            | 1:11:12    | PB    |
| 36                | Giovanna Epis              | Itália             | 1:11:14    | PB    |
| 37                | Carolina Wikström          | Suécia             | 1:11:31    | PB    |
| 38                | Nina Lauwaert              | Bélgica            | 1:11:33    | PB    |
| 39                | Sara Moreira               | Portugal           | 1:11:39    | SB    |
| 40                | Valeria Straneo            | Itália             | 1:11:39    |       |
| 41                | Samira Mezeghrane          | França             | 1:11:40    | PB    |
| 42                | Ann Marie McGlynn          | Irlanda            | 1:11:40    | PB    |
| 43                | Hanna Lindholm             | Suécia             | 1:11:47    | PB    |
| 44                | Andrea Bonilla             | Equador            | 1:11:48    | PB    |
| 45                | Daiana Ocampo              | Argentina          | 1:11:50    | PB    |
| 46                | Francine Niyomukunzi       | Burundi            | 1:11:50    | PB    |
| 47                | Samantha Harrison          | Grã-Bretanha       | 1:11:53    |       |
| 48                | Angie Orjuela              | Colômbia           | 1:12:07    | PB    |
| 49                | Kit Ching Yiu              | Hong Kong          | 1:12:10    |       |
| 50                | Tereza Hrochová            | Chéquia            | 1:12:13    | PB    |
| 51                | Aleksandra Lisowska        | Polónia            | 1:12:16    | PB    |
| 52                | Esma Aydemir               | Turquia            | 1:12:22    | SB    |
| 53                | Maor Tiyouri               | Israel             | 1:12:27    | PB    |
| 54                | Rabea Schöneborn           | Alemanha           | 1:12:35    |       |
| 55                | Deborah Schöneborn         | Alemanha           | 1:12:39    |       |
| 56                | Elena Loyo                 | Espanha            | 1:12:44    |       |
| 57                | Rachael Zena Chebet        | Uganda             | 1:12:50    |       |
| 58                | Melody Julien              | França             | 1:12:51    | PB    |
| 59                | Fatma Demir                | Turquia            | 1:12:57    | PB    |
| 60                | Olga Skrypak               | Ucrânia            | 1:12:58    | SB    |
| 61                | Laura Mendez               | Espanha            | 1:12:58    | PB    |
| 62                | Maria Chiara Cascavilla    | Itália             | 1:13:01    | PB    |
| 63                | Jekaterina Patjuk          | Estónia            | 1:13:08    | PB    |
| 64                | Becky Briggs               | Grã-Bretanha       | 1:13:08    | PB    |
| 65                | Clara Evans                | Grã-Bretanha       | 1:13:11    |       |
| 66                | Vendula Frintová           | Chéquia            | 1:13:16    | PB    |
| 67                | Lilia Fisikovici           | Moldávia           | 1:13:32    | SB    |
| 68                | Federica Sugamiele         | Itália             | 1:13:38    |       |
| 69                | Roxana Elisabeta Rotaru    | Roménia            | 1:13:45    | PB    |
| 70                | Monika Bytautienė          | Lituânia           | 1:13:50    | PB    |
| 71                | Liliana Maria Dragomir     | Roménia            | 1:14:02    | PB    |
| 72                | Marcela Cristina Gomes     | Argentina          | 1:14:18    | PB    |
| 73                | Marcela Joglová            | Chéquia            | 1:14:30    |       |
| 74                | Beverly Ramos              | Porto Rico         | 1:14:39    | SB    |
| 75                | Thalia Charalambous        | Chipre             | 1:14:40    | NR    |
| 76                | Andreia Hessel             | Brasil             | 1:14:41    | PB    |
| 77                | Karen Ehrenreich           | Dinamarca          | 1:14:45    | PB    |
| 78                | Katerine Tisalema          | Equador            | 1:14:59    |       |
| 79                | Loreta Kančytė             | Lituânia           | 1:15:15    | PB    |
| 80                | Elisa Stefani              | Itália             | 1:15:16    |       |
| 81                | Rosa Chacha                | Equador            | 1:15:27    | SB    |
| 82                | Jéssica Augusto            | Portugal           | 1:15:29    | SB    |
| 83                | Elena Adelina Panaet       | Roménia            | 1:15:33    | PB    |
| 84                | Fanny Pruvost              | França             | 1:15:34    |       |
| 85                | Tetyana Vernihor           | Ucrânia            | 1:16:22    | SB    |
| 86                | Victoria Schenk            | Áustria            | 1:16:36    | SB    |
| 87                | Fabienne Königstein        | Alemanha           | 1:17:03    |       |
| 88                | Tatyana Neroznak           | Cazaquistão        | 1:17:07    | PB    |
| 89                | Andrea Kolbeinsdóttir      | Islândia           | 1:17:52    | PB    |
| 90                | Tania Chavez Moser         | Bolívia            | 1:17:53    | PB    |
| 91                | Lina Kiriliuk              | Lituânia           | 1:18:31    | PB    |
| 92                | Stella Christoforou        | Chipre             | 1:18:42    | PB    |
| 93                | Lisa Marie Bezzina         | Malta              | 1:18:43    | PB    |
| 94                | Valdilene Silva            | Brasil             | 1:18:58    | SB    |
| 95                | Adela Paulina Baltoi       | Roménia            | 1:19:02    | SB    |
| 96                | Tsz Ying Vut               | Hong Kong          | 1:19:08    | PB    |
| 97                | Joelle Cortis              | Malta              | 1:19:28    | PB    |
| 98                | Idelma Delgado             | El Salvador        | 1:21:01    | PB    |
| 99                | Andrijana Pop Arsova       | Macedónia do Norte | 1:22:18    |       |
| 100               | Lorena Sosa                | Uruguai            | 1:22:38    | SB    |
| 101               | Elín Edda Sigurðardóttir   | Islândia           | 1:24:20    |       |
| 998               | Annemari Kiekara           | Finlândia          | Desistiu   |       |
| 998               | Adriana Nelson             | Roménia            | Desistiu   |       |
| 998               | Hiruni Kesara Wijayaratne  | Sri Lanka          | Desistiu   |       |
| 999               | Sarah Lahti                | Suécia             | Não partiu |       |

## Classificação por equipas

### Masculinos
| Rank              | País          | Tempo   |
| ----------------- | ------------- | ------- |
| Medalha de ouro   | Quênia        | 2:58:10 |
| Medalha de prata  | Etiópia       | 2:58:25 |
| Medalha de bronze | Uganda        | 2:58:39 |
| 4                 | Marrocos      | 3:00:47 |
| 5                 | África do Sul | 3:00:51 |
| 6                 | França        | 3:02:10 |
| 7                 | Israel        | 3:03:53 |
| 8                 | Espanha       | 3:05:30 |
| 9                 | Itália        | 3:05:49 |
| 10                | Grã-Bretanha  | 3:06:17 |
| 11                | Turquia       | 3:06:54 |
| 12                | México        | 3:07:06 |
| 13                | Suécia        | 3:07:21 |
| 14                | Ucrânia       | 3:07:47 |
| 15                | Polónia       | 3:11:29 |
| 16                | Alemanha      | 3:11:43 |
| 17                | Dinamarca     | 3:12:26 |
| 18                | Brasil        | 3:12:37 |
| 19                | Portugal      | 3:12:45 |
| 20                | Lituânia      | 3:13:37 |
| 21                | Equador       | 3:14:31 |

### Femininos
| Rank              | País         | Tempo   |
| ----------------- | ------------ | ------- |
| Medalha de ouro   | Etiópia      | 3:16:39 |
| Medalha de prata  | Quênia       | 3:18:10 |
| Medalha de bronze | Alemanha     | 3:28:42 |
| 4                 | Uganda       | 3:30:06 |
| 5                 | México       | 3:31:01 |
| 6                 | Turquia      | 3:31:39 |
| 7                 | Polónia      | 3:33:01 |
| 8                 | Suécia       | 3:33:37 |
| 9                 | Ucrânia      | 3:34:12 |
| 10                | França       | 3:35:37 |
| 11                | Itália       | 3:35:54 |
| 12                | Chéquia      | 3:36:37 |
| 13                | Argentina    | 3:36:38 |
| 14                | Espanha      | 3:36:50 |
| 15                | Grã-Bretanha | 3:38:12 |
| 16                | Equador      | 3:42:14 |
| 17                | Roménia      | 3:43:20 |
| 18                | Lituânia     | 3:47:36 |